# Nekrolog 2. Quartal 1974
Nekrolog
◄◄
| ◄
| 1970
| 1971
| 1972
| 1973
| 1974 | 1975 | 1976 | 1977 | 1978 | ► | ►►
1. Quartal |
2. Quartal |
3. Quartal |
4. Quartal 1974
Weitere Ereignisse | Allgemeiner Nekrolog 1974
Die Beschreibung der verstorbenen Person sollte so kurz wie möglich gehalten sein und nur deren signifikante Tätigkeit(en) enthalten.
Neue Namen ggf. auch unter dem Geburts- und Sterbedatum, also etwa unter 1. Januar und im Geburts- und Sterbejahr (2024) eintragen (nur bei entsprechender großer Wichtigkeit). Für Beispiele siehe die schon vorhandenen Artikel.
Außerdem über die fünf zuletzt Verstorbenen, zu denen es einen ausreichend guten Artikel für eine Präsentation auf der Hauptseite gibt, nach der todesbedingten Überarbeitung der Artikel ggf. auch unter Wikipedia Diskussion:Hauptseite informieren und sie am besten auch in den anderen Wikipedia-Sprachversionen eintragen. Tipp: Regelmäßig bei news.google.de nach „ist tot“, „gestorben“ oder „verstorben“ suchen.
Wenn eine Person gestorben ist, gibt es viele Seiten zu dieser Person in der Wikipedia, die davon auch betroffen sind und entsprechend aktualisiert werden müssen. Beispiele: Namenübersichtsseite, Geburtsjahr, Geburtsort-Seiten und viele mehr.
Wie finde ich die betroffenen Seiten?
Im Suchfeld auf der linken Seite gibt man den Suchbegriff so ein: „Vorname Nachname“. Dann klickt man auf Volltext und alle Seiten mit entsprechendem Suchtext werden aufgerufen. Hier sieht man dann schnell, wo auch das Todesjahr Sinn macht oder sogar ein Teil des Artikels angepasst werden muss. Auch hilft das „Werkzeug“ auf der linken Seite sehr gut, um solche Seiten aufzufinden: „Links auf diese Seite“. Somit ist die Wikipedia wieder aktuell in allen Bereichen! Hinweis: bei Eintragung der Kategorie „Gestorben JAHR“ wird der Missbrauchsfilter 49 ausgelöst, was jedoch nicht schlimm ist. Siehe: Spezial:Missbrauchsfilter/49
Dies ist eine Liste von im zweiten Quartal 1974 verstorbenen bekannten Persönlichkeiten. Die Einträge erfolgen innerhalb der einzelnen Daten alphabetisch sortiert. Tiere sind im Nekrolog für Tiere zu finden.

## April
| Tag       | Name                                            | Beruf, bekannt als                                                                                              | Alter | Beleg |
| --------- | ----------------------------------------------- | --- | ----- | ----- |
| 1. April  | Ruth Abramowitsch                               | deutsche Tänzerin                                                                                               | 66    |       |
| 1. April  | Jep Nissen Andersen                             | deutscher Schriftsteller                                                                                        | 77    |       |
| 1. April  | Eduard Bischoff                                 | deutscher Maler und Bildhauer                                                                                   | 84    |       |
| 1. April  | Maurice Raizman                                 | französischer Schachspieler                                                                                     | 69    |       |
| 1. April  | Giuseppe Schiavini                              | italienischer Geistlicher, Weihbischof in Mailand                                                               | 84    |       |
| 1. April  | Josef Suttner                                   | böhmisch-deutscher Hornist                                                                                      | 93    |       |
| 1. April  | Hans Utz                                        | deutscher Politiker (Bayernpartei), MdL                                                                         | 61    |       |
| 1. April  | Alfred Whitehead                                | kanadischer Komponist, Organist und Chorleiter                                                                  | 86    |       |
| 2. April  | Wolfgang Cramer                                 | deutscher Philosoph                                                                                             | 72    |       |
| 2. April  | Käthe Draeger                                   | deutsche Kommunistin, Pädagogin und Psychoanalytikerin                                                          | 73    |       |
| 2. April  | Douglass Dumbrille                              | kanadisch-amerikanischer Schauspieler                                                                           | 84    |       |
| 2. April  | Wsewolod Fjodorowitsch Jakowlew                 | sowjetischer General                                                                                            | 78    |       |
| 2. April  | Robert Livingston                               | US-amerikanischer Eishockeyspieler                                                                              | 65    |       |
| 2. April  | Josef Lokvenc                                   | österreichischer Schachspieler                                                                                  | 74    |       |
| 2. April  | Georges Pompidou                                | französischer Politiker, Mitglied der Nationalversammlung und Staatspräsident                                   | 62    |       |
| 3. April  | Konrad Farner                                   | Schweizer Kunsthistoriker und sozialistischer Intellektueller                                                   | 70    |       |
| 3. April  | Karl Jakobi                                     | deutscher Journalist                                                                                            | 69    |       |
| 3. April  | Andor Kertész                                   | ungarischer Mathematiker                                                                                        | 45    |       |
| 3. April  | René Labat                                      | französischer Assyriologe und Hochschullehrer                                                                   | 69    |       |
| 3. April  | Cora Sandel                                     | norwegische Schriftstellerin                                                                                    | 93    |       |
| 3. April  | Norbert Zafimahova                              | madagassischer Politiker und Staatssekretär                                                                     | 60    |       |
| 4. April  | Ludwig Becker                                   | deutscher Politiker (SPD, KPD), MdL, Gewerkschafter und Widerstandskämpfer                                      | 81    |       |
| 4. April  | Georg Eppen                                     | deutscher Papierfabrikant                                                                                       | 100   |       |
| 4. April  | Bernhard Geyer                                  | deutscher katholischer Priester, Professor und Theologe                                                         | 94    |       |
| 4. April  | William S. Tillett                              | US-amerikanischer Internist und Mikrobiologe                                                                    | 81    |       |
| 4. April  | Georg Weinblum                                  | deutsch-baltischer Ingenieur, Schiffbauforscher und Hochschullehrer                                             | 77    |       |
| 5. April  | Bino Bini                                       | italienischer Säbelfechter                                                                                      | 74    |       |
| 5. April  | Dora Boerner-Patzelt                            | böhmisch-österreichische (sudetendeutsche) Medizinerin, Histologin und Embryologin                              | 82    |       |
| 5. April  | Adolf Bolte                                     | deutscher katholischer Bischof von Fulda                                                                        | 72    |       |
| 5. April  | Richard Crossman                                | britischer Autor und Politiker, Mitglied des House of Commons                                                   | 66    |       |
| 05. April | Maurice Gillen                                  | luxemburgischer Radsportler                                                                                     | 78    |       |
| 5. April  | Arthur T. Ippen                                 | deutsch-US-amerikanischer Ingenieurwissenschaftler für Hydrodynamik                                             | 66    |       |
| 5. April  | Johannes Leipoldt                               | deutscher Historiker, Museologe und Flurnamenforscher                                                           | 73    |       |
| 6. April  | Kurt Diez                                       | deutscher Kommunalpolitiker (CDU), Landrat des Landkreises Tettnang                                             | 59    |       |
| 6. April  | Willem Marinus Dudok                            | niederländischer Architekt                                                                                      | 89    |       |
| 6. April  | Hudson Fysh                                     | australischer Flugpionier und Geschäftsmann                                                                     | 79    |       |
| 6. April  | Wilhelm Kreuder                                 | deutscher Maler und Kunstpädagoge                                                                               | 69    |       |
| 6. April  | James Charles McGuigan                          | kanadischer Geistlicher, Erzbischof von Toronto und Kardinal                                                    | 79    |       |
| 6. April  | Iwan Pentschew                                  | bulgarischer Mediziner                                                                                          | 69    |       |
| 6. April  | Štěpán Trochta                                  | tscheslowakischer Geistlicher, Bischof von Litomerice und Kardinal                                              | 69    |       |
| 7. April  | Ernst Ceiss                                     | österreichischer Theaterschauspieler, Rezitator und Logopäde                                                    | 72    |       |
| 7. April  | Walter Görig                                    | deutscher Architekt                                                                                             | 89    |       |
| 7. April  | Howard Greer                                    | US-amerikanischer Modedesigner und Kostümbildner beim Film                                                      | 87    |       |
| 7. April  | Alfred Jahn                                     | deutscher Kommunalpolitiker und Widerstandskämpfer                                                              | 88    |       |
| 8. April  | Keppel Archibald Cameron Creswell               | britischer Elektroingenieur und Bauhistoriker                                                                   | 94    |       |
| 8. April  | Wilhelm Diederichs                              | deutscher Kaufmann und Politiker (CDU)                                                                          | 77    |       |
| 8. April  | Benar Heifetz                                   | russisch-amerikanischer Cellist                                                                                 | 74    |       |
| 8. April  | Rawson C. Myrick                                | US-amerikanischer Geschäftsmann und Politiker                                                                   | 91    |       |
| 8. April  | Ferruccio Novo                                  | italienischer Fußballtrainer und -funktionär                                                                    | 77    |       |
| 8. April  | Herbert Arthur Stuart                           | Schweizer Physiker                                                                                              | 75    |       |
| 8. April  | Robert Youngson                                 | US-amerikanischer britischer Drehbuchautor, Regisseur und Filmproduzent                                         | 56    |       |
| 9. April  | Herbert Brück                                   | österreichischer Eishockey- und Bandyspieler                                                                    | 74    |       |
| 9. April  | Luís Cabral de Moncada                          | portugiesischer Rechtsphilosoph                                                                                 | 85    |       |
| 9. April  | Vera Thulin                                     | schwedische Schwimmerin                                                                                         | 80    |       |
| 10. April | Roger Bastide                                   | französischer Soziologe, Anthropologe, Ethnologe                                                                | 76    |       |
| 10. April | Patricia Collinge                               | irische Schauspielerin                                                                                          | 81    |       |
| 10. April | Waldo Dunnington                                | US-amerikanischer Mathematikhistoriker                                                                          | 68    |       |
| 10. April | Emil Zehnder                                    | Schweizer Politiker und Staatsrat des Kantons Freiburg                                                          | 63    |       |
| 11. April | Hermann Craemer                                 | deutscher Bauingenieur                                                                                          | 80    |       |
| 11. April | Rolf Gustav Haebler                             | deutscher Politiker und Heimatforscher                                                                          | 86    |       |
| 11. April | Ernst Jacob                                     | deutsch-amerikanischer Rabbiner und Hochschullehrer                                                             | 74    |       |
| 11. April | Mozes Kahana                                    | ungarisch-moldawischer Schriftsteller, Übersetzer, Essayist, Literaturkritiker und Revolutionär                 | 76    |       |
| 11. April | Edmund Nick                                     | deutscher Komponist, Dirigent und Musikschriftsteller                                                           | 82    |       |
| 11. April | Rasmus Rasmussen                                | dänischer Turner                                                                                                | 74    |       |
| 11. April | Abraham Robinson                                | US-amerikanischer Mathematiker                                                                                  | 55    |       |
| 12. April | Metodi Andonow                                  | bulgarischer Theater- und Filmregisseur                                                                         | 42    |       |
| 12. April | Fud Candrix                                     | belgischer Jazzmusiker und Bandleader                                                                           |       |       |
| 12. April | Käthe Graus                                     | deutsche Opern- und Operettensängerin (Sopran) sowie Gesangslehrerin                                            | 53    |       |
| 12. April | Carl Jaffe                                      | deutscher Schauspieler                                                                                          | 72    |       |
| 12. April | Mirdza Ķempe                                    | lettische Lyrikerin und Übersetzerin                                                                            | 67    |       |
| 12. April | Arthur Krock                                    | US-amerikanischer Journalist                                                                                    | 87    |       |
| 12. April | Cornelis Simon Meijer                           | niederländischer Mathematiker                                                                                   | 69    |       |
| 12. April | William Walden Rubey                            | US-amerikanischer Geologe                                                                                       | 75    |       |
| 12. April | Enno Spielhagen                                 | deutscher Rundfunksprecher, Rundfunkmoderator, Discjockey, Sprechlehrer                                         | 55    |       |
| 12. April | Jewgeni Wiktorowitsch Wutschetitsch             | russischer Bildhauer                                                                                            | 65    |       |
| 13. April | Jefferson Caffery                               | US-amerikanischer Botschafter                                                                                   | 87    |       |
| 13. April | Guðmundur Böðvarsson                            | isländischer Dichter                                                                                            | 69    |       |
| 14. April | Philip Pandely Argenti                          | griechisch-britischer Rechtsanwalt und Diplomat, Genealoge und Historiker                                       | 82    |       |
| 14. April | Friedrich Berger                                | deutscher, nationalsozialistischer Pädagoge und Philosoph                                                       | 72    |       |
| 14. April | T. S. R. Boase                                  | britischer Kunsthistoriker                                                                                      | 75    |       |
| 14. April | Stephen Furness                                 | britischer Politiker, Unterhausabgeordneter                                                                     | 71    |       |
| 14. April | Werner von Houwald                              | deutscher Maler                                                                                                 | 72    |       |
| 14. April | Karl Miescher                                   | Schweizer Chemiker                                                                                              | 82    |       |
| 14. April | Al Morgan                                       | US-amerikanischer Jazzbassist                                                                                   | 65    |       |
| 14. April | Friedel Zeddies                                 | deutscher Politiker (DP, CDU), MdL                                                                              | 80    |       |
| 15. April | Aïssa Diori                                     | nigrische Frauenrechtlerin und Ehefrau des Staatspräsidenten Hamani Diori                                       |       |       |
| 15. April | Giovanni D’Anzi                                 | italienischer Sänger und Komponist                                                                              | 68    |       |
| 15. April | Irene von Griechenland                          | griechische Prinzessin, Herzogin von Aosta                                                                      | 70    |       |
| 15. April | Emil Leo                                        | deutscher Architekt                                                                                             | 80    |       |
| 15. April | Otto Trillitzsch                                | deutscher Politiker (USPD, KPD, SED), MdV und Zeitungsverleger                                                  | 75    |       |
| 16. April | William Fadjo Cravens                           | US-amerikanischer Politiker                                                                                     | 75    |       |
| 16. April | Heinrich Demand                                 | deutscher Politiker (SPD), MdL                                                                                  | 71    |       |
| 16. April | Karl C. King                                    | US-amerikanischer Politiker                                                                                     | 77    |       |
| 16. April | Ludwig König                                    | Keramiker und Industriedesigner                                                                                 | 82    |       |
| 16. April | Maria Madsen                                    | dänische Krankenschwester und Vorsitzende des dänischen Krankenpflegerats                                       | 74    |       |
| 16. April | Raymond Cecil Moore                             | US-amerikanischer Geologe, Paläontologe und Stratigraph                                                         | 82    |       |
| 16. April | Johnston Murray                                 | US-amerikanischer Politiker, Gouverneur von Oklahoma                                                            | 71    |       |
| 16. April | Wilhelm Olbrich                                 | deutscher Verleger und Buchwissenschaftler                                                                      | 79    |       |
| 16. April | Owen O’Malley                                   | britischer Diplomat                                                                                             | 86    |       |
| 16. April | Joseph Scherer                                  | deutscher Manager und Politiker                                                                                 | 82    |       |
| 17. April | Herbert Elwell                                  | US-amerikanischer Komponist und Musikpädagoge                                                                   | 75    |       |
| 17. April | Heinrich Greinacher                             | Schweizer Physiker                                                                                              | 93    |       |
| 17. April | Werner Hodler                                   | Schweizer Sprachwissenschafter und Bibelforscher                                                                | 86    |       |
| 17. April | Casimir Huber                                   | Schweizer Politiker                                                                                             | 59    |       |
| 17. April | Jan Izydorczyk                                  | polnischer kommunistischer Widerstandskämpfer, politischer KZ-Häftling und Botschafter                          |       |       |
| 17. April | James McInnes                                   | schottischer Politiker                                                                                          | 72    |       |
| 17. April | Hugh Stott Taylor                               | englischer Chemiker                                                                                             | 84    |       |
| 17. April | Eugen Wannenmacher                              | deutscher Zahnarzt und Hochschullehrer                                                                          | 76    |       |
| 17. April | Else Wüstemann                                  | deutsche Politikerin (SPD), MdL                                                                                 | 78    |       |
| 18. April | Nicolae Buicliu                                 | rumänischer Komponist und Musikpädagoge                                                                         | 67    |       |
| 18. April | Betty Compson                                   | US-amerikanische Filmschauspielerin                                                                             | 77    |       |
| 18. April | Marcel Pagnol                                   | französischer Schriftsteller, Dramaturg und Regisseur                                                           | 79    |       |
| 18. April | Herbert Schottelius                             | deutscher Offizier und Militärhistoriker                                                                        | 60    |       |
| 18. April | Ernst zur Nieden                                | deutscher evangelischer Geistlicher                                                                             | 70    |       |
| 19. April | Gustav Batereau                                 | deutscher Bauingenieur, Hochschullehrer und Rektor                                                              | 65    |       |
| 19. April | Savannah Churchill                              | US-amerikanische Rhythm-and-Blues- und Jazzsängerin                                                             | 53    |       |
| 19. April | Alexander Dinghas                               | deutscher Mathematiker                                                                                          | 66    |       |
| 19. April | Gerd von Lettow-Vorbeck                         | deutscher Jäger, Jagdschriftsteller und Schriftleiter beim Paul Parey Zeitschriftenverlag                       | 72    |       |
| 19. April | Ali Neffati                                     | tunesischer Radrennfahrer                                                                                       | 79    |       |
| 19. April | Jean Pâques                                     | belgischer Jazzmusiker                                                                                          | 72    |       |
| 19. April | Joseph L. Pfeifer                               | US-amerikanischer Arzt und Politiker                                                                            | 82    |       |
| 19. April | Richard Wagner                                  | österreichisch-amerikanischer Kinderarzt                                                                        | 86    |       |
| 20. April | Adolf Freiburghaus                              | Schweizer Skilangläufer                                                                                         | 64    |       |
| 20. April | Muhammed Ayub Khan                              | pakistanischer Offizier und Politiker                                                                           | 66    |       |
| 20. April | Richard Huelsenbeck                             | deutscher Schriftsteller, Lyriker, Erzähler, Essayist, Dramatiker, Arzt und Psychoanalytiker                    | 81    |       |
| 20. April | Peter Lee Lawrence                              | deutscher Schauspieler                                                                                          | 30    |       |
| 20. April | Elisabeth Noack                                 | deutsche Musikwissenschaftlerin, Musikpädagogin, Kantorin, Musikverlegerin                                      | 78    |       |
| 20. April | Heinrich Rettig                                 | deutscher Architekt                                                                                             | 73    |       |
| 20. April | Otto Schmid                                     | Schweizer Zeichner, Maler und Pädagoge                                                                          | 85    |       |
| 21. April | Sophronius Clasen                               | deutscher Franziskaner, Theologe, Kirchenhistoriker und Philosoph                                               | 64    |       |
| 21. April | Tina Haim-Wentscher                             | deutsch-australische Bildhauerin                                                                                | 86    |       |
| 21. April | Christian Adolf Müller                          | Schweizer Historiker, Burgenkundler und Denkmalpfleger                                                          | 70    |       |
| 21. April | Theo Oppermann                                  | deutscher Unternehmer, Buchdrucker, Zeitungsverleger, Herausgeber und Chefredakteur                             | 81    |       |
| 21. April | Kurt Reiss                                      | Schweizer Verleger                                                                                              | 73    |       |
| 21. April | Yamawaki Masataka                               | japanischer General und Kriegsverbrecher                                                                        | 88    |       |
| 22. April | José Maria Alkmim                               | brasilianischer Politiker                                                                                       | 72    |       |
| 22. April | William Haller                                  | amerikanischer Historiker                                                                                       | 88    |       |
| 22. April | Hennie Quentemeijer                             | niederländischer Boxer                                                                                          | 54    |       |
| 22. April | Erich Edgar Schulze                             | deutscher Marineoffizier und Manager                                                                            | 93    |       |
| 22. April | Signe Swensson                                  | norwegische Ärztin, Frauenrechtlerin und Politikerin der konservativen Partei Høyre                             | 85    |       |
| 22. April | Gert Heinrich Wollheim                          | deutscher Maler des Expressionismus                                                                             | 79    |       |
| 23. April | Franz Arzdorf                                   | deutscher Schauspieler und Regisseur                                                                            | 69    |       |
| 23. April | Rudolf Fränkel                                  | deutscher Architekt und Hochschullehrer                                                                         | 72    |       |
| 23. April | Günter Haußwald                                 | deutscher Musikwissenschaftler                                                                                  | 66    |       |
| 23. April | Paul Herrmann                                   | deutscher Generalmajor                                                                                          | 82    |       |
| 23. April | Walter Hollweg                                  | deutscher reformierter Theologe und Landessuperintendent                                                        | 90    |       |
| 23. April | Dennis Horn                                     | britischer Radrennfahrer                                                                                        | 64    |       |
| 23. April | Herbert Horn                                    | deutscher Bauarbeiter, Zeichner, Maler und Schriftsteller                                                       | 69    |       |
| 23. April | Karl Horneck                                    | österreichischer Mediziner und Rassenhygieniker                                                                 | 79    |       |
| 23. April | Roch Pinard                                     | kanadischer Politiker (Liberale Partei)                                                                         | 63    |       |
| 23. April | Jenő Uhlyárik                                   | ungarischer Säbelfechter                                                                                        | 80    |       |
| 23. April | Leonore Vespermann                              | Malerin des Spätexpressionismus                                                                                 | 73    |       |
| 23. April | Hans Walz                                       | deutscher Kaufmann und Geschäftsführer bei Bosch                                                                | 91    |       |
| 24. April | Bud Abbott                                      | US-amerikanischer Schauspieler, Produzent und Comedian                                                          | 78    |       |
| 24. April | Wilhelm Goldmann                                | deutscher Verleger                                                                                              | 77    |       |
| 24. April | Franz Jonas                                     | österreichischer Politiker (SPÖ), Wiener Bürgermeister, österreichischer Bundespräsident, Mitglied des Bunde... | 74    |       |
| 24. April | Walter Kleemann                                 | deutscher Politiker (SPD), Mitglied der Stadtverordnetenversammlung von Groß-Berlin                             | 80    |       |
| 24. April | Ludwig Krieger                                  | deutscher Stenograph                                                                                            | 87    |       |
| 25. April | Rudolf Braschwitz                               | deutscher Kriminalbeamter und SS-Führer                                                                         | 74    |       |
| 25. April | Else Buddeberg                                  | deutsche Literaturwissenschaftlerin                                                                             | 83    |       |
| 25. April | Erwin Lesch                                     | deutscher Sonder-/Heilpädagoge                                                                                  | 80    |       |
| 25. April | Guus Lutjens                                    | niederländischer Fußballspieler                                                                                 | 89    |       |
| 25. April | Gustav Anton von Wietersheim                    | deutscher Offizier, zuletzt General der Infanterie im Zweiten Weltkrieg                                         | 90    |       |
| 26. April | Pierre Boissier                                 | Schweizer Jurist, Delegierter und Mitglied des Internationalen Komitees vom Roten Kreuz (IKRK)                  | 53    |       |
| 26. April | Vilhelm Bryde                                   | schwedischer Filmarchitekt, Filmproduzent, Filmschauspieler, Filmfirmenmanager                                  | 85    |       |
| 26. April | Guy Oliver Nickalls                             | britischer Ruderer                                                                                              | 75    |       |
| 26. April | Artur José Nísio                                | brasilianischer Maler                                                                                           | 67    |       |
| 26. April | Polycarpe Pavloff                               | russischer Schauspieler                                                                                         | 89    |       |
| 27. April | Karl Friedrich Meyer                            | US-amerikanischer Pathologe                                                                                     | 89    |       |
| 27. April | Carlo Ninchi                                    | italienischer Schauspieler                                                                                      | 77    |       |
| 27. April | Jesse B. Oldendorf                              | US-amerikanischer Admiral                                                                                       | 87    |       |
| 27. April | Hans W. Petersen                                | dänischer Schauspieler                                                                                          | 77    |       |
| 27. April | Gerhart Schreiter                               | deutscher Bildhauer                                                                                             | 64    |       |
| 27. April | Robert Stix                                     | österreichischer Elektrotechniker und Hochschullehrer                                                           | 70    |       |
| 28. April | Guido Andris                                    | deutscher römisch-katholischer Priester                                                                         | 94    |       |
| 28. April | Ludwig Bernheim                                 | deutscher Politiker (SPD)                                                                                       | 89    |       |
| 28. April | Konrad Jörgens                                  | deutscher Mathematiker                                                                                          | 47    |       |
| 28. April | Rudolf Kamps                                    | deutscher Verwaltungsbeamter und Politiker (NSDAP), Minister                                                    | 88    |       |
| 29. April | Maximilian Albrecht                             | deutscher Dirigent, Komponist und Musikpädagoge                                                                 | 87    |       |
| 29. April | Friedrich Busch                                 | deutscher Bibliothekar                                                                                          | 83    |       |
| 29. April | Carl T. Durham                                  | US-amerikanischer Politiker                                                                                     | 81    |       |
| 29. April | Duncan P. Ferguson                              | US-amerikanischer Bildhauer                                                                                     | 73    |       |
| 29. April | Carl Ernst Fischer                              | deutscher Redakteur, Zeichner und Grafiker                                                                      | 74    |       |
| 29. April | Kim Gannon                                      | US-amerikanischer Liedtexter                                                                                    | 73    |       |
| 29. April | Felix Lesser                                    | deutscher Jurist und Präsident des Hessischen Staatsgerichtshofs                                                | 86    |       |
| 29. April | Brian Robertson, 1. Baron Robertson of Oakridge | britischer Militär                                                                                              | 77    |       |
| 29. April | Rudolf Sokol                                    | deutscher Maler                                                                                                 | 86    |       |
| 29. April | Sven Thorell                                    | schwedischer Segler, Kanute und Sportfunktionär                                                                 | 86    |       |
| 30. April | Cyril Chamberlain                               | britischer Schauspieler                                                                                         | 65    |       |
| 30. April | Jacoba Susanna Holtzhausen                      | südafrikanische Opernsängerin (Sopran) und Gesangspädagogin                                                     | 87    |       |
| 30. April | Agnes Moorehead                                 | US-amerikanische Schauspielerin                                                                                 | 73    |       |
| 30. April | Boris Roubakine                                 | kanadischer Pianist und Musikpädagoge                                                                           | 65    |       |
| 30. April | Heinrich Treibert                               | deutscher Kommunalpolitiker                                                                                     | 76    |       |
| 30. April | Adolf Karl Wilhelm Wuttke                       | deutscher SS-Scharführer und Kommandoführer im Außenlager Julius                                                | 84    |       |
| April     | Reto Badrutt                                    | Schweizer Skispringer                                                                                           | 65    |       |
| April     | Chester Hazlett                                 | US-amerikanischer Orchester- und Jazzmusiker                                                                    | 82    |       |
| April     | Henry Welsford                                  | US-amerikanischer Ruderer                                                                                       | 73    |       |

## Mai
| Tag     | Name                                          | Beruf, bekannt als                                                                                        | Alter | Beleg |
| ------- | --------------------------------------------- | --- | ----- | ----- |
| 1. Mai  | George Backer                                 | jüdisch-amerikanischer Dramatiker, Romanautor, Journalist und Politiker                                   | 72    |       |
| 1. Mai  | Ernst Barten                                  | deutscher Unternehmer und Wehrwirtschaftsführer                                                           | 94    |       |
| 1. Mai  | Max Degenhart                                 | deutscher Jurist und Fachbuchautor                                                                        | 64    |       |
| 1. Mai  | Wayne Maki                                    | kanadischer Eishockeyspieler                                                                              | 29    |       |
| 2. Mai  | Muriel Bell                                   | neuseeländische Ernährungswissenschaftlerin und Forscherin im medizinischen Bereich                       | 77    |       |
| 2. Mai  | Heinrich Bürkle de la Camp                    | deutscher Chirurg                                                                                         | 78    |       |
| 2. Mai  | Silvio Maria Dário                            | brasilianischer Geistlicher, römisch-katholischer Bischof von Itapeva                                     | 54    |       |
| 2. Mai  | Theo Eble                                     | Schweizer Maler und Grafiker                                                                              | 74    |       |
| 2. Mai  | Heinz Goeschel                                | deutscher Ingenieur und Manager, Vorsitzender des VDI                                                     | 68    |       |
| 2. Mai  | Walter Jankowsky                              | deutscher Mediziner und Anthropologe                                                                      | 83    |       |
| 2. Mai  | Otto Lutz                                     | deutscher Hochschullehrer, Ingenieur, Triebwerkskonstrukteur und Unternehmer                              | 68    |       |
| 2. Mai  | Ebbe Munck                                    | dänischer Journalist und Widerstandskämpfer                                                               | 69    |       |
| 2. Mai  | Gerhard Peters                                | deutscher Chemiker und Manager                                                                            | 74    |       |
| 2. Mai  | James O. Richardson                           | US-amerikanischer Admiral                                                                                 | 95    |       |
| 2. Mai  | Bernard Wall                                  | britischer Schriftsteller, Journalist und Übersetzer                                                      |       |       |
| 2. Mai  | Johannes Wosnik                               | deutscher Beamter                                                                                         | 71    |       |
| 3. Mai  | Karl Frank                                    | deutscher Jurist, Manager und Politiker (NSDAP, später FDP/DVP), MdL                                      | 73    |       |
| 3. Mai  | Johann Karl Heide                             | deutscher Politiker (SPD), MdL, MdB                                                                       | 76    |       |
| 3. Mai  | Otto Friedrich Kredel                         | deutscher Politiker (LDP, FDP), MdL                                                                       | 83    |       |
| 3. Mai  | Godofredo Pacheco                             | spanischer Kameramann                                                                                     | 54    |       |
| 3. Mai  | Elisabeth Seiler                              | deutsche Missionsschwester, Chinamissionarin und Autorin                                                  | 84    |       |
| 3. Mai  | Leslie Desmond Edward Foster Vesey-Fitzgerald | irischer Entomologe, Ornithologe, Naturschützer und Pflanzensammler                                       | 63    |       |
| 4. Mai  | Franz Angel                                   | österreichischer Mineraloge, Petrograph und Hochschullehrer                                               | 87    |       |
| 4. Mai  | Wilhelm Böggering                             | deutscher Politiker (CDU)                                                                                 | 71    |       |
| 4. Mai  | Jackson B. Chase                              | US-amerikanischer Politiker                                                                               | 83    |       |
| 4. Mai  | Maurice Ewing                                 | US-amerikanischer Physiker                                                                                | 67    |       |
| 4. Mai  | Geraldo                                       | englischer Musiker                                                                                        | 69    |       |
| 4. Mai  | Hans Ilau                                     | deutscher Politiker (FDP), Abgeordneter des Hessischen Landtags                                           | 72    |       |
| 4. Mai  | Gerhard Lamprecht                             | deutscher Regisseur                                                                                       | 76    |       |
| 4. Mai  | Otton Marcin Nikodým                          | polnischer Mathematiker                                                                                   | 86    |       |
| 4. Mai  | Štěpán Urban                                  | tschechischer Gitarrist, Komponist, Musikpädagoge, Anthroposoph, Esperanto-Dichter und Schriftsteller     | 60    |       |
| 4. Mai  | John Wengraf                                  | österreichischer Schauspieler                                                                             | 77    |       |
| 5. Mai  | Rolf Emmrich                                  | deutscher Internist und Hochschullehrer                                                                   | 63    |       |
| 5. Mai  | František Roubík                              | böhmisch-tschechischer Historiker und Archivar                                                            | 83    |       |
| 5. Mai  | Hermann Carl Starck                           | deutscher Chemieunternehmer und Mäzen                                                                     | 82    |       |
| 5. Mai  | Ryo Tanabashi                                 | japanischer Bauingenieur                                                                                  | 67    |       |
| 6. Mai  | Olle Andersson                                | schwedischer Tennisspieler                                                                                | 78    |       |
| 6. Mai  | Carl Buchberger                               | österreichischer Diplomat                                                                                 | 86    |       |
| 6. Mai  | Gottfried Ertl                                | österreichischer Politiker (ÖVP), Landtagsabgeordneter, Mitglied des Bundesrates                          | 76    |       |
| 6. Mai  | Aron Grünhut                                  | österreich-ungarisch-israelischer Kaufmann                                                                | 79    |       |
| 6. Mai  | Ángel Sagaz Zubelzu                           | spanischer Diplomat                                                                                       | 61    |       |
| 6. Mai  | Nikolaus Stamm                                | deutscher Politiker (SPD), Bürgermeister und MdL Bayern                                                   | 59    |       |
| 7. Mai  | Abu Bakar von Pahang                          | malaysischer König, Sultan von Pahang                                                                     | 69    |       |
| 7. Mai  | Thomas Roch Agniswami                         | indischer Ordensgeistlicher, Bischof von Kottar                                                           | 83    |       |
| 7. Mai  | Georges Cuvelier                              | französischer Radrennfahrer                                                                               | 79    |       |
| 7. Mai  | Branquinho da Fonseca                         | portugiesischer Schriftsteller                                                                            | 69    |       |
| 7. Mai  | Heinrich Heidner                              | deutscher Maler                                                                                           | 98    |       |
| 7. Mai  | James Herring                                 | US-amerikanischer Boxer                                                                                   | 78    |       |
| 7. Mai  | Fred Kelly                                    | US-amerikanischer Hürdenläufer und Olympiasieger                                                          | 82    |       |
| 7. Mai  | Edwin Griswold Nourse                         | US-amerikanischer Ökonom                                                                                  | 90    |       |
| 7. Mai  | Hans Bernhard Reichow                         | deutscher Architekt                                                                                       | 74    |       |
| 7. Mai  | Martin Stumpf                                 | deutscher Politiker (NSDAP), MdR                                                                          | 87    |       |
| 7. Mai  | Hans Van Werveke                              | belgischer Mediävist und Historiker                                                                       | 76    |       |
| 8. Mai  | Graham Bond                                   | britischer Jazz- und Blues-Musiker                                                                        | 36    |       |
| 8. Mai  | Robert Cutler                                 | US-amerikanischer Politiker, Jurist, Schriftsteller und Manager                                           | 78    |       |
| 8. Mai  | Charles Fagan                                 | irischer Politiker (Fine Gael)                                                                            | 92    |       |
| 8. Mai  | Walter Gäbler                                 | deutscher Politiker (SED)                                                                                 | 73    |       |
| 8. Mai  | Will Héraucourt                               | deutscher Anglist                                                                                         | 79    |       |
| 8. Mai  | Karl Okonsky                                  | deutscher Politiker (SPD), MdR                                                                            | 93    |       |
| 8. Mai  | Julius Wohlgemuth                             | deutscher Pathologe und Biochemiker                                                                       | 100   |       |
| 9. Mai  | Samson Breuer                                 | deutschstämmiger israelischer Mathematiker                                                                | 83    |       |
| 9. Mai  | Hans Bütow                                    | deutscher Marineoffizier                                                                                  | 79    |       |
| 9. Mai  | Ljubomir Pipkow                               | bulgarischer Komponist                                                                                    | 69    |       |
| 10. Mai | Orlando Amêndola                              | brasilianischer Schwimmer und Wasserballspieler                                                           | 74    |       |
| 10. Mai | Roland Gregory Austin                         | britischer Altphilologe                                                                                   |       |       |
| 10. Mai | Gerald Bartley                                | irischer Politiker (Fianna Fáil)                                                                          | 75    |       |
| 10. Mai | Franz Bock                                    | deutscher Politiker (NSDAP), MdR und SA-Führer                                                            | 68    |       |
| 10. Mai | Walter Günther                                | deutscher Pferdesportler                                                                                  | 52    |       |
| 10. Mai | George Ernest Halpenny                        | kanadischer Politiker                                                                                     | 70    |       |
| 10. Mai | Ruth Hoffmann                                 | deutsche Schriftstellerin und Malerin                                                                     | 80    |       |
| 10. Mai | Hal Mohr                                      | US-amerikanischer Kameramann                                                                              | 79    |       |
| 10. Mai | Johannes Sprenger                             | deutsches Todesopfer an der Berliner Mauer                                                                | 68    |       |
| 10. Mai | John Sturtevant                               | US-amerikanischer Szenenbildner                                                                           | 61    |       |
| 11. Mai | L. T. C. Rolt                                 | britischer Schriftsteller und Technikhistoriker                                                           | 64    |       |
| 12. Mai | Albrecht Beickert                             | deutscher Internist                                                                                       | 53    |       |
| 12. Mai | Jacob Aldolphus Bryce                         | US-amerikanischer Polizist und FBI-Agent                                                                  | 67    |       |
| 12. Mai | Ernst Kutscher                                | deutscher Jurist und Diplomat                                                                             | 65    |       |
| 12. Mai | Ernst W. Middendorff                          | deutscher Kaufmann und Unternehmer                                                                        | 81    |       |
| 12. Mai | Maud von Ossietzky                            | Frau von Carl von Ossietzky                                                                               | 85    |       |
| 12. Mai | Leyla Qasim                                   | kurdische Aktivistin, Dissidentin                                                                         |       |       |
| 12. Mai | Andreas Scherber                              | deutscher Politiker (SPD), MdL Bayern                                                                     | 80    |       |
| 12. Mai | Mark Aitchison Young                          | britischer Kolonialbeamter                                                                                | 87    |       |
| 13. Mai | Arthur J. Burks                               | US-amerikanischer Marineoffizier und Schriftsteller                                                       | 75    |       |
| 13. Mai | Lu Han                                        | chinesischer General                                                                                      |       |       |
| 13. Mai | Carl Mayer                                    | US-amerikanischer Religionssoziologe deutscher Herkunft                                                   | 71    |       |
| 13. Mai | Hans Walter Schmidt                           | deutscher Schriftsteller                                                                                  | 88    |       |
| 13. Mai | Felix Sieglbauer                              | österreichischer Anatom                                                                                   | 96    |       |
| 13. Mai | Jaime Torres Bodet                            | mexikanischer Politiker                                                                                   | 72    |       |
| 14. Mai | Paul Gonsalves                                | amerikanischer Jazz-Saxophonist                                                                           | 53    |       |
| 14. Mai | Franz Hammerla                                | deutscher Klarinettist                                                                                    | 71    |       |
| 14. Mai | Julius Kampitsch                              | österreichischer Politiker (Großdeutsche Volkspartei), Abgeordneter zum Nationalrat                       | 73    |       |
| 14. Mai | Elsbeth Köster                                | Fotografin                                                                                                | 79    |       |
| 14. Mai | Alfred Krafft-Lortzing                        | deutscher Tenor, Schauspieler und Intendant                                                               | 81    |       |
| 14. Mai | Hipólito Lázaro                               | spanischer Opernsänger (Tenor)                                                                            | 86    |       |
| 14. Mai | Josef Liszt                                   | österreichischer Volksschauspieler, Bassbariton und Hörspielautor                                         | 71    |       |
| 14. Mai | Jacob Levy Moreno                             | österreichisch-US-amerikanischer Arzt und Psychiater                                                      | 84    |       |
| 14. Mai | Hans Pink                                     | saarländischer Politiker                                                                                  | 68    |       |
| 14. Mai | Stephan Roll                                  | rumänischer Dichter, Herausgeber und kommunister Aktivist                                                 | 69    |       |
| 15. Mai | Fritz Baade                                   | deutscher Wirtschaftswissenschaftler und Politiker (USPD, SPD), MdR, MdB                                  | 81    |       |
| 15. Mai | Alfred Cohrs                                  | deutscher Politiker (FDP), MdL                                                                            | 62    |       |
| 15. Mai | Robert Ganter                                 | deutscher Politiker                                                                                       | 77    |       |
| 15. Mai | Alois Gotsmich                                | deutscher Klassischer Archäologe                                                                          | 79    |       |
| 15. Mai | Lothar Irle                                   | deutscher Heimatforscher und -schriftsteller                                                              | 68    |       |
| 15. Mai | Adolf Jobst                                   | österreichischer Restaurator, Maler und Politiker, MdR                                                    | 74    |       |
| 15. Mai | Fritz Kaiser                                  | deutscher Maler                                                                                           | 82    |       |
| 15. Mai | Elsie Kupfer                                  | deutschamerikanische Botanikerin                                                                          | 96    |       |
| 15. Mai | Guy Simonds                                   | kanadischer Offizier und General während und nach dem Zweiten Weltkrieg                                   | 71    |       |
| 16. Mai | Götz Briefs                                   | deutscher Nationalökonom                                                                                  | 85    |       |
| 16. Mai | Julius Claussen                               | deutscher Verwaltungsjurist                                                                               | 74    |       |
| 16. Mai | Erna Hosemann                                 | deutsche Verbandsfunktionärin und Kommunalpolitikerin                                                     | 79    |       |
| 16. Mai | Hans-Helmut Schnelle                          | deutscher Chirurg und Orthopäde, Hochschullehrer in Rostock und Halle                                     | 60    |       |
| 17. Mai | Alfred Hanf                                   | deutscher Maler und Grafiker                                                                              | 83    |       |
| 17. Mai | Maurice Lehmann                               | französischer Theater- und Filmregisseur, Theaterleiter, Produzent und Schauspieler                       | 79    |       |
| 17. Mai | Fritz Roethlisberger                          | US-amerikanischer Wirtschaftswissenschaftler                                                              | 75    |       |
| 17. Mai | Edgar Salin                                   | deutscher Wirtschaftswissenschaftler                                                                      | 82    |       |
| 17. Mai | Erich Steffen                                 | deutscher Dirigent, Chorleiter und Lehrer                                                                 | 74    |       |
| 17. Mai | Karl Weinzierl                                | deutscher Priester und Kirchenrechtler                                                                    | 72    |       |
| 18. Mai | Adolf Ahrens                                  | deutscher Unternehmer und Politiker                                                                       | 75    |       |
| 18. Mai | Hans-Joachim Bock                             | deutscher Hispanist und Bibliothekar                                                                      | 61    |       |
| 18. Mai | Carl Ebert                                    | deutscher Hockeytorwart                                                                                   | 85    |       |
| 18. Mai | Martín Etchegoyen                             | uruguayischer Politiker                                                                                   | 84    |       |
| 18. Mai | Tyree Glenn                                   | US-amerikanischer Jazz-Posaunist des Swing                                                                | 61    |       |
| 18. Mai | Karl Hellmer                                  | deutscher Schauspieler                                                                                    | 78    |       |
| 18. Mai | Alfred Helwig                                 | deutscher Feinuhrmacher und Fachautor                                                                     | 87    |       |
| 18. Mai | John Henry Lewis                              | US-amerikanischer Boxer                                                                                   | 60    |       |
| 18. Mai | Ernest Nash                                   | amerikanischer Fotograf und Archäologe                                                                    | 75    |       |
| 18. Mai | Nino Rezzonico                                | Tessiner Politiker                                                                                        | 74    |       |
| 18. Mai | Harry Ricardo                                 | britischer Ingenieur                                                                                      | 89    |       |
| 18. Mai | Heinrich Wellenbrink                          | Bürgermeister von Uetersen, deutscher Sozialdemokrat.                                                     | 78    |       |
| 18. Mai | Siegmund Weltlinger                           | deutscher Politiker (CDU), MdA, Gründungsmitglied der Gesellschaft für Christlich-Jüdische Zusammenarbeit | 88    |       |
| 19. Mai | Ernst Valdemar Antevs                         | schwedischer Paläobotaniker                                                                               |       |       |
| 19. Mai | Wilhelm Klute                                 | deutscher politischer Aktivist (NSDAP, DSP)                                                               | 78    |       |
| 19. Mai | Leontine Sagan                                | österreichische Bühnen- und Filmregisseurin, sowie Hörspielsprecherin                                     | 85    |       |
| 19. Mai | Walter Lyman Upson                            | US-amerikanischer Elektroingenieur                                                                        | 96    |       |
| 20. Mai | Pierre Abraham                                | französischer Schriftsteller, Journalist und Romanist                                                     | 82    |       |
| 20. Mai | Jean Daniélou                                 | französischer Jesuit und Kardinal der römisch-katholischen Kirche                                         | 69    |       |
| 20. Mai | Ian Fairweather                               | schottisch-australischer Maler                                                                            | 82    |       |
| 20. Mai | Theodor Förster                               | deutscher Physikochemiker                                                                                 | 64    |       |
| 20. Mai | Ion Pas                                       | rumänischer Autor und Politiker                                                                           | 78    |       |
| 20. Mai | Hans Seibold                                  | deutscher Politiker (NSDAP), MdR                                                                          | 70    |       |
| 20. Mai | Rudolf Wesenberg                              | deutscher Kunsthistoriker und Landeskonservator                                                           | 63    |       |
| 21. Mai | Sara Beirão                                   | portugiesische Schriftstellerin, Journalistin, Publizistin, Frauenrechtlerin und Philanthropin            | 93    |       |
| 21. Mai | Harry Borthwick                               | US-amerikanischer Botaniker                                                                               | 76    |       |
| 21. Mai | Lily Kronberger                               | ungarische Eiskunstläuferin                                                                               | 83    |       |
| 21. Mai | Emil Peeters                                  | deutscher Kapellmeister und Komponist belgischer Herkunft                                                 | 81    |       |
| 21. Mai | Signe von Rappe                               | schwedische Opernsängerin (Sopran)                                                                        | 94    |       |
| 22. Mai | Phil Embleton                                 | britischer Geher                                                                                          | 25    |       |
| 22. Mai | Irmgard Lotz                                  | deutsche Mathematikerin und Aerodynamerkerin                                                              | 70    |       |
| 22. Mai | Otto Mauthe                                   | deutscher Gynäkologe und Beteiligter an der Aktion T4                                                     | 81    |       |
| 22. Mai | Bernard James Murphy                          | kanadischer Ordensgeistlicher                                                                             | 55    |       |
| 23. Mai | Hans Bischof                                  | österreichischer Politiker (ÖVP), Mitglied des Bundesrates                                                | 75    |       |
| 23. Mai | Agnes Debrit-Vogel                            | Chronistin der schweizerischen Frauenbewegung                                                             | 82    |       |
| 23. Mai | Adolf von Jordans                             | deutscher Ornithologe                                                                                     | 82    |       |
| 24. Mai | Johann Friedrich Bund                         | deutscher Politiker (SPD), MdBB                                                                           | 71    |       |
| 24. Mai | Ernst Cloos                                   | deutsch-US-amerikanischer Geologe                                                                         | 76    |       |
| 24. Mai | Clyde L. Cowan                                | US-amerikanischer Physiker                                                                                | 54    |       |
| 24. Mai | Duke Ellington                                | US-amerikanischer Jazz-Komponist, -Pianist und -Bandleader                                                | 75    |       |
| 24. Mai | Konrad Frey                                   | deutscher Turner                                                                                          | 65    |       |
| 24. Mai | Hans Hardt-Hardtloff                          | deutscher Schauspieler, Regisseur und Theaterintendant                                                    | 67    |       |
| 24. Mai | Jan Libíček                                   | tschechischer Schauspieler                                                                                | 42    |       |
| 24. Mai | Max Ritter                                    | deutscher Schwimmer                                                                                       | 87    |       |
| 25. Mai | Wilhelm Bolte                                 | deutscher Politiker (SRP), MdBB                                                                           | 71    |       |
| 25. Mai | Donald Crisp                                  | britischer Schauspieler und Regisseur                                                                     | 91    |       |
| 25. Mai | Arturo Jauretche                              | argentinischer Journalist, Politiker und Schriftsteller                                                   | 72    |       |
| 26. Mai | Stewart Alsop                                 | amerikanischer Journalist                                                                                 | 60    |       |
| 26. Mai | Steen Due                                     | dänischer Hockeyspieler                                                                                   | 76    |       |
| 26. Mai | Wilhelm Lefèbre                               | deutscher Maler und Grafiker                                                                              | 100   |       |
| 26. Mai | Silvio Moser                                  | Schweizer Autorennfahrer                                                                                  | 33    |       |
| 26. Mai | Edouard Probst                                | Schweizer Automobilrennfahrer                                                                             | 75    |       |
| 26. Mai | Hoke Rice                                     | US-amerikanischer Country-Musiker                                                                         | 65    |       |
| 27. Mai | Alfred Führer                                 | deutscher Orgelbauer                                                                                      | 68    |       |
| 27. Mai | Karl Janowsky                                 | deutscher Politiker (NSDAP), MdR                                                                          | 71    |       |
| 27. Mai | Gottlieb Machate                              | deutscher Schachmeister                                                                                   | 69    |       |
| 27. Mai | Wilhelm Schüchter                             | deutscher Dirigent                                                                                        | 62    |       |
| 27. Mai | Erich Wappler                                 | deutscher SED-Funktionär, Leiter der Abteilung Planung und Finanzen des ZK der SED                        | 48    |       |
| 27. Mai | Kurt Wiese                                    | deutschstämmiger Kinderbuchillustrator und -Autor                                                         | 87    |       |
| 28. Mai | Francesco Fausto Nitti                        | italienischer Journalist und Kämpfer gegen den italienischen Faschismus                                   | 74    |       |
| 28. Mai | Klaus Stein                                   | deutscher Politiker (DG, GB/BHE), MdL                                                                     | 83    |       |
| 28. Mai | Michael Tombros                               | griechischer Bildhauer                                                                                    | 84    |       |
| 28. Mai | Hans Georg Wunderlich                         | deutscher Geologe                                                                                         | 46    |       |
| 29. Mai | Abraham Mosche Fuchs                          | jiddischer Schriftsteller und Journalist                                                                  | 83    |       |
| 29. Mai | André Guillaumin                              | französischer Botaniker                                                                                   | 88    |       |
| 29. Mai | Zoltán Komócsin                               | ungarischer kommunistischer Politiker, Mitglied des Parlaments                                            | 51    |       |
| 29. Mai | Albert Pilát                                  | tschechischer Mykologe                                                                                    | 70    |       |
| 30. Mai | Minna Sattler                                 | deutsche Politikerin                                                                                      | 82    |       |
| 30. Mai | Max Wenzlaff                                  | deutscher Maler                                                                                           | 82    |       |
| 31. Mai | Werner Ferrang                                | deutscher Politiker (CDU), MdB                                                                            | 50    |       |
| 31. Mai | Kimura Ihē                                    | japanischer Fotograf                                                                                      | 72    |       |
| 31. Mai | Włodzimierz Ormicki                           | polnischer Dirigent und Komponist                                                                         | 68    |       |
| 31. Mai | Gabriel Scognamillo                           | US-amerikanischer Filmarchitekt in Frankreich und Hollywood                                               | 67    |       |
| 31. Mai | Thomas Bertram Lonsdale Webster               | britischer Altphilologe und Klassischer Archäologe                                                        | 68    |       |

## Juni
| Tag      | Name                                      | Beruf, bekannt als                                                                                              | Alter | Beleg |
| -------- | ----------------------------------------- | --- | ----- | ----- |
| 1. Juni  | Johannes Denecke                          | deutscher Reichsgerichtsrat und Richter am Bundesarbeitsgericht                                                 | 89    |       |
| 1. Juni  | Paul Falk                                 | schwedischer Romanist                                                                                           | 79    |       |
| 1. Juni  | Elisabeth Koelle-Karmann                  | deutsche Malerin                                                                                                | 84    |       |
| 1. Juni  | Jean Van Buggenhout                       | belgischer Radrennfahrer                                                                                        | 69    |       |
| 2. Juni  | Ebba Amfeldt                              | dänische Schauspielerin                                                                                         | 71    |       |
| 2. Juni  | Karl Gerber                               | Schweizer Maler                                                                                                 | 61    |       |
| 2. Juni  | Sara Gómez                                | kubanische Filmregisseurin und Drehbuchautorin                                                                  | 30    |       |
| 2. Juni  | Karl Holmström                            | schwedischer Skispringer                                                                                        | 49    |       |
| 2. Juni  | Tom Kristensen                            | dänischer Autor und Literaturkritiker                                                                           | 80    |       |
| 2. Juni  | Arnold Lunn                               | britischer Skiläufer, Bergsteiger und Schriftsteller, Begründer des modernen alpinen Skisports                  | 86    |       |
| 2. Juni  | Maximiliaan Ruiter                        | niederländischer Dermatologe und Hochschullehrer                                                                | 74    |       |
| 2. Juni  | Roger C. Slaughter                        | US-amerikanischer Politiker                                                                                     | 68    |       |
| 3. Juni  | Klara Marie Faßbinder                     | Aktivistin der deutschen Frauen- und Friedensbewegung                                                           | 84    |       |
| 3. Juni  | Peter Großkreuz                           | deutscher Karikaturist                                                                                          | 50    |       |
| 3. Juni  | Günter Ludwig                             | deutscher Politiker (CDU), MdL                                                                                  | 49    |       |
| 3. Juni  | Messali Hadj                              | algerischer nationalistischer Politiker                                                                         | 76    |       |
| 3. Juni  | Octavio Muciño                            | mexikanischer Fußballspieler                                                                                    | 24    |       |
| 3. Juni  | Raschid Gibjatowitsch Neschmetdinow       | sowjetischer Schach- und Damespieler                                                                            | 61    |       |
| 3. Juni  | Clifford H. Pope                          | US-amerikanischer Herpetologe und Sachbuchautor                                                                 | 75    |       |
| 3. Juni  | Werner Rohland                            | deutscher Maler, Künstler und Buchdrucker                                                                       | 74    |       |
| 3. Juni  | Balduin Saria                             | österreichischer Althistoriker                                                                                  | 80    |       |
| 3. Juni  | Alfred Weitnauer                          | deutscher Schriftsteller, Historiker und Volkskundler                                                           | 69    |       |
| 3. Juni  | Adolf Wünstel                             | Politiker Rheinland-Pfalz                                                                                       | 81    |       |
| 4. Juni  | Albert Armin Ehrenzweig                   | österreichisch-amerikanischer Rechtswissenschaftler                                                             | 68    |       |
| 4. Juni  | Wilhelm Ahrens                            | deutscher Uhrmacher, Redakteur, Amtsvorsteher und Politiker (SPD), MdBB                                         | 76    |       |
| 4. Juni  | Georg Lebert                              | deutscher Politiker (SPD), MdL                                                                                  | 77    |       |
| 4. Juni  | Ernst Löwenstein                          | deutscher Rechtsanwalt, Notar und Politiker (parteilos), MdL                                                    | 93    |       |
| 4. Juni  | Ernst Nebhut                              | deutscher Schriftsteller, Librettist und Drehbuchautor                                                          | 74    |       |
| 4. Juni  | Wilhelm Trippler                          | deutscher Politiker (NSDAP), MdR                                                                                | 76    |       |
| 4. Juni  | Mamerto Urriolagoitia Harriague           | bolivianischer Rechtsanwalt, Diplomat und Politiker                                                             | 78    |       |
| 5. Juni  | Otto Biehl                                | deutscher Widerstandskämpfer gegen den Nationalsozialismus                                                      | 79    |       |
| 5. Juni  | Bruno Brehm                               | österreichischer Schriftsteller                                                                                 | 81    |       |
| 5. Juni  | Erich Jacob                               | deutscher Polizeibeamter                                                                                        | 66    |       |
| 5. Juni  | José Jaspe                                | spanischer Schauspieler                                                                                         | 67    |       |
| 5. Juni  | Helene Kreft                              | deutsche Politikerin (KPD/SED)                                                                                  | 77    |       |
| 6. Juni  | Adolf Krüger                              | deutscher Gewerkschafter und Politiker (SPD), MdL                                                               | 81    |       |
| 6. Juni  | Martin Staemmler                          | deutscher Pathologe und Hochschullehrer; Rektor in Breslau                                                      | 83    |       |
| 6. Juni  | Blanche Yurka                             | US-amerikanische Schauspielerin                                                                                 | 86    |       |
| 7. Juni  | Albert Jansen                             | deutscher Kaufmann                                                                                              | 70    |       |
| 7. Juni  | Peter Paul Jost                           | deutscher Architekt und Politiker (SPD), MdL                                                                    | 49    |       |
| 7. Juni  | Jiří Kroha                                | tschechischer Architekt und Hochschullehrer                                                                     | 81    |       |
| 7. Juni  | Franz Lakner                              | österreichischer Theologe und Jesuit                                                                            | 74    |       |
| 7. Juni  | Jules Nempon                              | französischer Radrennfahrer                                                                                     | 84    |       |
| 7. Juni  | Cliff Thompson                            | US-amerikanischer Eishockeytrainer                                                                              | 80    |       |
| 7. Juni  | Ferdinand Ulmer                           | österreichischer Politiker (WdU), Mitglied des Bundesrates                                                      | 72    |       |
| 8. Juni  | Joachim von Braun                         | deutscher Verwaltungsjurist, Geschäftsführer des Göttinger Arbeitskreises ostdeutscher Wissenschaftler          | 68    |       |
| 8. Juni  | Anfilogino Guarisi                        | brasilianisch-italienischer Fußballspieler                                                                      | 68    |       |
| 8. Juni  | Michael Helmerich                         | deutscher Politiker (BVP, CSU), MdR, MdL                                                                        | 89    |       |
| 8. Juni  | Rodolfo Lipizer                           | italienischer Violinist, Komponist, Dirigent und Hochschullehrer                                                | 79    |       |
| 9. Juni  | Miguel Ángel Asturias                     | guatemaltekischer Schriftsteller, Diplomat, Nobelpreisträger für Literatur                                      | 74    |       |
| 9. Juni  | Katharine Cornell                         | US-amerikanische Schauspielerin                                                                                 | 81    |       |
| 9. Juni  | Raphael Eliaz                             | israelischer Schriftsteller, Poet, Herausgeber, Autor, Übersetzer und Liedtexter in den Genres Drama und Poe... |       |       |
| 9. Juni  | Walter Robert Gross                       | deutscher Paläontologe und Erforscher der Frühgeschichte primitiver „Fische“                                    | 70    |       |
| 9. Juni  | Georges Moeckli                           | Schweizer Politiker                                                                                             | 85    |       |
| 9. Juni  | Günter Slotta                             | deutscher Pädagoge und Politiker (SPD), MdB                                                                     | 49    |       |
| 10. Juni | Lewis R. Foster                           | US-amerikanischer Drehbuchautor und Regisseur                                                                   | 75    |       |
| 10. Juni | Henry, 1. Duke of Gloucester              | britischer Prinz und Generalgouverneur von Australien                                                           | 74    |       |
| 10. Juni | Carlos Hofmeister                         | argentinischer Leichtathlet                                                                                     | 64    |       |
| 10. Juni | Gil Rodin                                 | US-amerikanischer Jazzmusiker und Musikproduzent                                                                | 67    |       |
| 10. Juni | Walter Storz                              | deutscher Uhrmacher und Uhrenfabrikant                                                                          | 67    |       |
| 10. Juni | Wilhelm Witthaus                          | deutscher Politiker (NSDAP), MdR                                                                                | 73    |       |
| 11. Juni | Gheorghe Băcuț                            | rumänischer Fußballspieler                                                                                      | 46    |       |
| 11. Juni | Julius Evola                              | italienischer Kulturphilosoph                                                                                   | 76    |       |
| 11. Juni | Eurico Gaspar Dutra                       | brasilianischer Präsident                                                                                       | 91    |       |
| 11. Juni | Werner Leibbrand                          | deutscher Psychiater und Medizinhistoriker                                                                      | 78    |       |
| 12. Juni | Oleg Leonidowitsch Ljalin                 | russischer Architekt                                                                                            |       |       |
| 12. Juni | André Marie                               | französischer Politiker der Radikalen Partei                                                                    | 76    |       |
| 12. Juni | Josef Matl                                | österreichischer Slawist                                                                                        | 77    |       |
| 12. Juni | Werner Schneege                           | deutscher Grenzsoldat, Todesopfer an der innerdeutschen Grenze                                                  | 20    |       |
| 12. Juni | Eugen Felix Schwalbe                      | deutscher Offizier, zuletzt General der Infanterie                                                              | 82    |       |
| 12. Juni | Hans Hermann Weber                        | deutscher Physiologe und Biochemiker                                                                            | 77    |       |
| 13. Juni | Alfredo Ellis Júnior                      | brasilianischer Historiker, Soziologe und Essayist                                                              | 78    |       |
| 13. Juni | Karl Schnieke                             | deutscher Fußballspieler                                                                                        | 54    |       |
| 13. Juni | Sholom Secunda                            | russisch-US-amerikanischer Komponist                                                                            | 79    |       |
| 13. Juni | Ernesto Vidal                             | italienisch-uruguayischer Fußballspieler                                                                        | 52    |       |
| 14. Juni | Gabriel Thorstensen                       | norwegischer Turner                                                                                             | 85    |       |
| 15. Juni | Pauline Carton                            | französische Schauspielerin                                                                                     | 89    |       |
| 15. Juni | Eduard Ellwein                            | deutscher evangelischer Theologe, Pfarrer und Hochschullehrer                                                   | 75    |       |
| 15. Juni | Geoffrey Heyworth                         | britischer Manager                                                                                              | 79    |       |
| 15. Juni | Willy Irmisch                             | deutscher Kommunalpolitiker (KPD/SED)                                                                           | 75    |       |
| 15. Juni | Fritz Johlitz                             | deutscher Politiker (NSDAP), MdR                                                                                | 81    |       |
| 15. Juni | Kubokawa Tsurujirō                        | japanischer Literaturkritiker                                                                                   | 71    |       |
| 15. Juni | Giuseppe Savoca                           | italienischer Junge, der an der Mauer in Berlin ertrank                                                         | 6     |       |
| 15. Juni | Adolf Sinzinger                           | österreichischer Militär und im Zweiten Weltkrieg Generalleutnant der deutschen Wehrmacht                       | 83    |       |
| 16. Juni | Carlos Clavería Lizana                    | spanischer Romanist, Germanist und Hispanist                                                                    | 65    |       |
| 16. Juni | Franz Niedner                             | deutscher Chirurg und Hochschullehrer                                                                           | 68    |       |
| 16. Juni | Hans Pflugbeil                            | deutscher Kirchenmusiker, Organist und Hochschullehrer                                                          | 64    |       |
| 17. Juni | Pamela Britton                            | US-amerikanische Schauspielerin                                                                                 | 51    |       |
| 17. Juni | Albertus Casteleyns                       | belgischer Wasserballspieler und Bobfahrer                                                                      | 57    |       |
| 17. Juni | Charles Coleman                           | britischer Offizier, Generalleutnant des Heeres                                                                 | 71    |       |
| 17. Juni | Rabbe Enckell                             | finnlandschwedischer Schriftsteller, Dichter und Maler                                                          | 71    |       |
| 17. Juni | Eduard Theodor von Falz-Fein              | liechtensteinischer Bobfahrer                                                                                   | 62    |       |
| 17. Juni | Axel von Harnack                          | deutscher Bibliothekswissenschaftler und Historiker                                                             | 78    |       |
| 17. Juni | Edith Hellermann                          | deutsche Politikerin (GB/BHE), MdL                                                                              | 78    |       |
| 17. Juni | Refik Koraltan                            | türkischer Beamter, Politiker                                                                                   |       |       |
| 17. Juni | Max Fritz Mulert                          | deutscher Verwaltungsjurist                                                                                     | 86    |       |
| 17. Juni | Hermann Schwanecke                        | deutscher Geologe und Hochschullehrer                                                                           | 85    |       |
| 18. Juni | Max Emendörfer                            | deutscher Journalist, Widerstandskämpfer der NS-Zeit                                                            | 62    |       |
| 18. Juni | George Kelly                              | US-amerikanischer Schriftsteller                                                                                | 87    |       |
| 18. Juni | George Parker                             | australischer Geher                                                                                             |       |       |
| 18. Juni | Günter Routhier                           | deutscher Frührentner, dessen 1974 in Verbindung mit einem Polizeieinsatz erfolgter Tod zu Protesten und jur... | 45    |       |
| 18. Juni | Georgi Konstantinowitsch Schukow          | sowjetischer Marschall                                                                                          | 77    |       |
| 18. Juni | Bernard Serin                             | US-amerikanischer Physiker                                                                                      | 52    |       |
| 18. Juni | Gustav Slanec                             | österreichischer Eisschnellläufer                                                                               | 61    |       |
| 18. Juni | Malba Tahan                               | brasilianischer Schriftsteller und Lehrer für Mathematik                                                        | 79    |       |
| 18. Juni | Curt Wach                                 | deutscher Politiker (KPD/SED), Minister für Handel und Versorgung                                               | 68    |       |
| 19. Juni | Richard Björklund                         | schwedischer Maler                                                                                              | 76    |       |
| 19. Juni | Friedrich-Wilhelm Krummacher              | deutscher evangelischer Theologe und Bischof der Pommerschen Evangelischen Kirche                               | 72    |       |
| 19. Juni | Rubens Rangel                             | brasilianischer Politiker                                                                                       | 69    |       |
| 19. Juni | Jean Wahl                                 | französischer Philosoph                                                                                         | 86    |       |
| 20. Juni | Gerhard von Breitenbach                   | Landrat des Kreises Limburg, Verwaltungsjurist                                                                  | 88    |       |
| 20. Juni | Ulrich Buchholz                           | deutscher General                                                                                               | 80    |       |
| 20. Juni | Marta Cornelius-Furlani                   | österreichische Geologin und Lehrerin                                                                           | 87    |       |
| 20. Juni | Andrew W. Hockenhull                      | US-amerikanischer Politiker                                                                                     | 97    |       |
| 20. Juni | Gerda Höjer                               | schwedische Krankenschwester, Gewerkschaftsfunktionärin und Präsidentin des International Council of Nurses     | 80    |       |
| 20. Juni | Alexander Kartweli                        | amerikanisch-georgischer Erfinder und Flugzeugdesigner                                                          | 77    |       |
| 20. Juni | Karl Ludwig Kraatz                        | deutscher Reporter und Filmkritiker                                                                             | 73    |       |
| 20. Juni | Horace Lindrum                            | australischer Snookerspieler                                                                                    | 62    |       |
| 20. Juni | Marc Pincherle                            | französischer Musikwissenschaftler und Violinist                                                                | 86    |       |
| 21. Juni | Werner Gottfried Brock                    | deutscher Philosoph                                                                                             | 73    |       |
| 21. Juni | Goldfüllfederkönig                        | Wiener Hochstapler und Stadtoriginal                                                                            | 88    |       |
| 21. Juni | Wilhelm Keune                             | deutscher Unternehmer und Politiker (FDP), MdL                                                                  | 68    |       |
| 21. Juni | Friedrich Klinge                          | deutscher Pathologe und Hochschullehrer                                                                         | 81    |       |
| 21. Juni | Franz Xaver Mayr                          | deutscher Geistlicher, Paläontologe und Hochschullehrer                                                         | 87    |       |
| 22. Juni | Sergei Petrowitsch Borodin                | russischer Schriftsteller                                                                                       | 71    |       |
| 22. Juni | Michel Frechon                            | französischer Maler                                                                                             | 81    |       |
| 22. Juni | Lisa Gavric                               | österreichische Widerstandskämpferin                                                                            | 66    |       |
| 22. Juni | Vilhelm la Cour                           | dänischer Historiker                                                                                            | 90    |       |
| 22. Juni | Darius Milhaud                            | französischer Komponist                                                                                         | 81    |       |
| 22. Juni | Gaston Thubé                              | französischer Segler                                                                                            | 97    |       |
| 23. Juni | Karl Dopffel                              | deutscher Jurist                                                                                                | 84    |       |
| 23. Juni | Ferenc Gerő                               | ungarischer Leichtathlet                                                                                        | 73    |       |
| 23. Juni | Heinrich Gottron                          | deutscher Dermatologe und Hochschullehrer                                                                       | 84    |       |
| 23. Juni | Helmut Otto                               | Oberbürgermeister von Solingen und Düsseldorf                                                                   | 82    |       |
| 23. Juni | Adolf Rübe                                | deutscher Kriminalsekretär, SS-Hauptscharführer und Kriegsverbrecher                                            | 78    |       |
| 24. Juni | Joseph von Mentzingen                     | deutscher Gutsbesitzer                                                                                          | 74    |       |
| 24. Juni | Raymond Priestley                         | britischer Geologe und Polarforscher                                                                            | 87    |       |
| 24. Juni | Gero Wecker                               | deutscher Filmproduzent                                                                                         | 51    |       |
| 24. Juni | Wolfgang Weigert                          | deutscher NS-Funktionär                                                                                         | 80    |       |
| 25. Juni | Avraham Daus                              | deutsch-israelischer Dirigent und Komponist                                                                     | 72    |       |
| 25. Juni | Cornelius Lanczos                         | ungarischer Mathematiker und Physiker                                                                           | 81    |       |
| 25. Juni | Francesco Pennisi                         | Bischof von Ragusa                                                                                              | 76    |       |
| 25. Juni | Walter Saxer                              | Schweizer Mathematiker                                                                                          | 77    |       |
| 26. Juni | Gheorghe Albu                             | rumänischer Fußballspieler                                                                                      | 64    |       |
| 26. Juni | Ernest Gruening                           | US-amerikanischer Politiker                                                                                     | 87    |       |
| 26. Juni | Johannes Christoph Hermann von der Heiden | deutscher Politiker (CDU), MdL Rheinland-Pfalz                                                                  | 81    |       |
| 26. Juni | Georges Hugnet                            | französischer Dichter                                                                                           | 67    |       |
| 26. Juni | Albert Krebs                              | Gauleiter von Hamburg im Dritten Reich                                                                          | 75    |       |
| 26. Juni | Margaret Morse Nice                       | US-amerikanische Ornithologin                                                                                   | 90    |       |
| 27. Juni | Anton Cargnelli                           | österreichischer Fußballspieler und -trainer                                                                    | 85    |       |
| 27. Juni | Fathwinter                                | deutscher Künstler                                                                                              | 68    |       |
| 27. Juni | William Mumford Gregory                   | US-amerikanischer Pädagoge, Geograph und Geologe                                                                | 98    |       |
| 27. Juni | Robert Jonckheere                         | französischer Astronom                                                                                          | 85    |       |
| 27. Juni | Hans Kaempfer                             | deutscher Schriftsteller und literarischer Übersetzer                                                           | 77    |       |
| 27. Juni | Charles M. La Follette                    | US-amerikanischer Politiker                                                                                     | 76    |       |
| 27. Juni | Jaime López Salazar                       | mexikanischer Fußballspieler                                                                                    | 25    |       |
| 27. Juni | Willy Ruß                                 | deutscher Bildhauer und Keramiker                                                                               | 87    |       |
| 28. Juni | Ray W. Barker                             | US-amerikaner Generalmajor                                                                                      | 84    |       |
| 28. Juni | Vannevar Bush                             | US-amerikanischer Wissenschaftler                                                                               | 84    |       |
| 28. Juni | Paul Dahm                                 | deutscher Politiker (NSDAP), MdR, SS-Standartenführer sowie Polizeigebietsführer                                | 70    |       |
| 28. Juni | Luisa Famos                               | Schweizer Schriftstellerin                                                                                      | 43    |       |
| 28. Juni | Georg Geist                               | deutscher Politiker (SPD)                                                                                       | 78    |       |
| 28. Juni | María de la O Lejárraga                   | spanische Dichterin und Frauenrechtlerin                                                                        | 99    |       |
| 28. Juni | Marcel Pérès                              | französischer Schauspieler                                                                                      | 76    |       |
| 29. Juni | Immanuel Baumann                          | evangelischer Geistlicher bessarabiendeutscher Herkunft                                                         | 73    |       |
| 29. Juni | Rudolf Braas                              | deutscher Maschinenbauingenieur, Unternehmer und Erfinder                                                       | 71    |       |
| 29. Juni | José Maria Ferreira de Castro             | portugiesischer Schriftsteller und Journalist                                                                   | 76    |       |
| 29. Juni | Ricardo Malerba                           | argentinischer Bandoneonist, Bandleader und Tangokomponist                                                      | 68    |       |
| 29. Juni | Fritz Thoenes                             | deutscher Pädiater                                                                                              | 83    |       |
| 29. Juni | George W. Welsh                           | US-amerikanischer Politiker                                                                                     | 91    |       |
| 30. Juni | Pierre Chantraine                         | französischer Gräzist                                                                                           | 74    |       |
| 30. Juni | Hans Haferkamp                            | deutscher Fußballspieler                                                                                        | 52    |       |
| 30. Juni | Joe Hamman                                | französischer Schauspieler, Regisseur und Zeichner                                                              | 90    |       |
| 30. Juni | Cyril Mackworth-Praed                     | britischer Sportschütze, Ornithologe und Entomologe                                                             | 82    |       |
| 30. Juni | Louis Pichard                             | französischer Automobilrennfahrer                                                                               | 76    |       |
| 30. Juni | Roger Staub                               | Schweizer Skirennläufer                                                                                         | 37    |       |
| 30. Juni | Alberta Williams King                     | US-amerikanische Bürgerrechtlerin                                                                               | 69    |       |
| Juni     | Georg Blume                               | deutscher Politiker (CDU), MdA                                                                                  |       |       |
| Juni     | Raymond F. Boyce                          | US-amerikanischer Datenbanktheoretiker                                                                          |       |       |
| Juni     | Richard Lawrence                          | US-amerikanischer Bobfahrer                                                                                     | 67    |       |
| Juni     | Hildegard Tucholski                       | deutsche Malerin                                                                                                | 71    |       |
| Juni     | Parker Tyler                              | US-amerikanischer Autor und Filmkritiker                                                                        | 70    |       |
| Juni     | Kurt Zentner                              | deutscher Redakteur und Publizist                                                                               | 71    |       |